# امنیت برنامه
امنیت برنامه شامل اقدامات برای بهبود امنیت یک برنامه است که اغلب با یافتن، رفع و جلوگیری از آسیب‌پذیری‌های امنیتی انجام می‌شود. در سطوح مختلف چرخه حیات برنامه‌ها مانند طراحی، توسعه، گسترش، ارتقا، نگهداری، تکنیک‌های مختلفی برای آشکارسازی چنین آسیب‌پذیری‌های امنیتی استفاده می‌شود.

## واژه‌ها
- دارایی منبعی با ارزش مانند داده‌های موجود در یک پایگاه داده، پول در یک حساب، پرونده در سیستم فایل یا هر منبع سیستم.
- آسیب‌پذیری ضعف یا شکاف در برنامه امنیتی که می‌تواند با تهدید برای دستیابی غیرمجاز به دارایی مورد سوءاستفاده قرار بگیرد.
- حمله (یا بهره‌برداری). اقدامی که برای آسیب رساندن به یک داده انجام شده‌است.
- تهدید هر چیزی که بتواند از یک آسیب‌پذیری سوءاستفاده کند و دارایی را به‌دست آورد، آسیب برساند یا از بین ببرد.

## روش‌ها
روش‌های مختلف، زیرمجموعه‌های مختلف آسیب‌پذیری‌های امنیتی را که در انتظار یک برنامه هستند، پیدا می‌کنند و در دوره‌های مختلف چرخه حیات نرم‌افزار بسیار مؤثر هستند. هر یک نشان دهنده مبادله‌های مختلف زمان، تلاش، هزینه و آسیب‌پذیری‌های یافت شده‌است.